# Jacques Sirmond
Jacques Sirmond (Riom, 22 ottobre 1559 – Parigi, 7 ottobre 1651) è stato un gesuita francese.

## Biografia
Jacques Sirmond nacque a Riom in Alvernia. Studiò presso il collegio dei gesuiti di Billom ed entrò nel noviziato a Verdun. Venne ordinato sacerdote nel 1576 e insegnò retorica a Parigi. Nel 1590 si trasferì a Roma, dove fu segretario del Preposito generale della Compagnia Claudio Acquaviva (1590-1608). A Roma frequentò Roberto Bellarmino e Cesare Baronio e si dedicò allo studio degli antichi testi dei Padri della Chiesa che aveva scoperto nella Biblioteca Vaticana. Grande esperto di Storia della Chiesa, Sirmond collaborò anche agli Annales Ecclesiastici di Baronio. Tornato in Francia, fu confessore di Luigi XIII dal 1639 al 1643.

## Opere
Come storico, Jacques Sirmond è noto per aver curato l'edizione critica delle opere di una quarantina di autori e cronisti latini e bizantini di epoca medievale, tra i quali:
- Ennodio e Flodoardo (1611);
- Sidonio Apollinare (1614);
- la prima vita di papa Leone IX scritta da Guiberto, arcidiacono di Tul, suo contemporaneo (1615);
- Marcellino e Idazio (1619);
- Anastasio Bibliotecario (1620);
- Eusebio di Cesarea (1643);
- Incmaro di Reims (1645);
- Rabano Mauro (1647);
- Tirannio Rufino e Lupo Servato (1650);
- edizione dei capitolari di Carlo il Calvo (Karoli Calvi et successorum aliquot Franciae regum capitula, 1623);
- edizione degli atti dei concili della Francia antica (Concilia antiquae Galliae, 1629, 3 voll., nuova ed. incompleta, 1789).

Nel 1631 Sirmond curò la pubblicazione delle Constitutiones Sirmondianae , raccolta di 16 costituzioni imperiali emanate fra il 333 e il 425 d. C., relative ai rapporti Stato-Chiesa che da lui presero il nome. Dopo la loro pubblicazione da parte di Sirmond, queste costituzioni sono state incluse in tutte le edizioni complete del Codice. Le Sirmondianae furono pubblicate da Theodor Mommsen in appendice alla sua edizione del Codice teodosiano.
La sua Opera varia, pubblicata in cinque volumi a Parigi nel 1696 e ripubblicata a Venezia nel 1728, contiene vari scritti, tra i quali un saggio in cui contesta la tradizionale identificazione di Dionigi di Parigi e San Dionigi l'Areopagita e l'Hodoeporicum, una descrizione in versi latini del suo viaggio da Parigi a Roma del 1590 (Opera varia, IV, 744-752). Gli viene attribuito anche l'elogio funebre del cardinal Baronio (Opera varia, IV, 739-44).
Suo nipote, Jean Sirmond, fu un ardente partigiano di Richelieu e uno dei primi membri dell'Académie française.